# Municipio de Kasota
El municipio de Kasota (en inglés: Kasota Township) es un municipio ubicado en el condado de Le Sueur en el estado estadounidense de Minnesota. En el año 2010 tenía una población de 1581 habitantes y una densidad poblacional de 15,57 personas por km².

## Geografía
El municipio de Kasota se encuentra ubicado en las coordenadas 44°17′35″N 93°56′32″O / 44.29306, -93.94222. Según la Oficina del Censo de los Estados Unidos, el municipio tiene una superficie total de 101.52 km², de la cual 97,44 km² corresponden a tierra firme y (4,02 %) 4,08 km² es agua.

## Demografía
Según el censo de 2010, había 1581 personas residiendo en el municipio de Kasota. La densidad de población era de 15,57 hab./km². De los 1581 habitantes, el municipio de Kasota estaba compuesto por el 98,8 % blancos, el 0,13 % eran asiáticos, el 0,82 % eran de otras razas y el 0,25 % eran de una mezcla de razas. Del total de la población el 2,09 % eran hispanos o latinos de cualquier raza.